# Вишнівська сільська рада (Балаклійський район)
Вишні́вська сільська́ ра́да — колишній орган місцевого самоврядування в Балаклійському районі Харківської області. Адміністративний центр — село Вишнева.

## Загальні відомості
- Вишнівська сільська рада утворена в 1922 році.
- Територія ради: 39,666 км²
- Населення ради: 689 осіб (станом на 2001 рік)

## Населені пункти
Сільській раді були підпорядковані населені пункти:
- с. Вишнева
- с. Першотравневе

### Колишні населені пункти
- с. Відродження
- с. Жуваківка

## Склад ради
Рада складалася з 14 депутатів та голови.
- Голова ради: Чемерис Ніна Іванівна

### Керівний склад попередніх скликань
| Прізвище, ім'я, по батькові    | Основні відомості                                                         | Дата обрання | Дата звільнення |
| ------------------------------ | ------------------------------------------------------------------------- | ------------ | --------------- |
| Більовцова Валентина Тарасівна | Сільський голова, 1953 року народження, позапартійна                      | 26.03.2006   | 31.10.2010      |
| Чемерис Ніна Іванівна          | Сільський голова, 1961 року народження, освіта вища, член Партії регіонів | 31.10.2010   |                 |

Примітка: таблиця складена за даними сайту Верховної Ради України

### Депутати
За результатами місцевих виборів 2010 року депутатами ради стали:

#### За суб'єктами висування
| Суб'єкт висування    | Кількість обраних депутатів | %    |
| -------------------- | --------------------------- | ---- |
| Партія регіонів      | 11                          | 78,6 |
| Самовисування        | 2                           | 14,3 |
| Партія «Відродження» | 1                           | 7,1  |

#### За округами
| № округу             | Прізвище, ім'я, по батькові    | Дата визнання обраним | Освіта             | Партійна приналежність    | Відомості про обраного депутата                            |
| -------------------- | ------------------------------ | --------------------- | ------------------ | ------------------------- | ---------------------------------------------------------- |
| Партія «ВІДРОДЖЕННЯ» |                                |                       |                    |                           |                                                            |
| 7                    | Чемерис Сергій Павлович        | 01.11.2010            | вища               | член Партії «ВІДРОДЖЕННЯ» | СТГО Південня залізниця, черговий по ст. Циганська         |
| Партія регіонів      |                                |                       |                    |                           |                                                            |
| 3                    | Немич Галина Петрівна          | 01.11.2010            | середня спеціальна | член Партії регіонів      | Вишнівська загальноосвітня школа, бібліотекар              |
| 4                    | Жукова Наталія Василівна       | 01.11.2010            | вища               | член Партії регіонів      | тимчасово не працює                                        |
| 5                    | Чемерис Людмила Іванівна       | 01.11.2010            | середня спеціальна | член Партії регіонів      | Балаклійський територіальний центр, соц.працівник          |
| 6                    | Біліченко Валентина Миколаївна | 01.11.2010            | середня спеціальна | член Партії регіонів      | Вишнівська загальноосвітня школа, завідувачка господарства |
| 8                    | Салтовська Жанна Леонідівна    | 01.11.2010            | середня спеціальна | член Партії регіонів      | тимчасово не працює                                        |
| 9                    | Паримон Олена Анатоліївна      | 01.11.2010            | середня спеціальна | член Партії регіонів      | Вишнівська загальноосвітня школа, підсобний робітник       |
| 10                   | Ткаченко Олена Борисівна       | 01.11.2010            | вища               | член Партії регіонів      | Вишнівська загальноосвітня школа, вчитель                  |
| 11                   | Кравченко Ольга Анатоліївна    | 01.11.2010            | вища               | член Партії регіонів      | тимчасово не працює                                        |
| 12                   | Жувак Петро Васильович         | 01.11.2010            | вища               | член Партії регіонів      | пенсіонер                                                  |
| 13                   | Паримон Анатолій Васильович    | 01.11.2010            | середня спеціальна | член Партії регіонів      | АЗС № 305, оператор                                        |
| 14                   | Остапчук Тамара Георгіївна     | 01.11.2010            | середня спеціальна | член Партії регіонів      | Вишнівський фельдшерсько-акушерський пункт, завідувачка    |
| Самовисування        |                                |                       |                    |                           |                                                            |
| 1                    | Салтовський Юрій Іванович      | 01.11.2010            | середня            | позапартійний             | АЗС № 305, оператор                                        |
| 2                    | Ткаченко Микола Петрович       | 01.11.2010            | середня спеціальна | позапартійний             | ВАТ «Балаклійське ХПП», механізатор                        |